# Alt0169.com
Alt0169.com was een Nederlands weblog (1999 t/m 2001). Het wordt beschouwd als een van de eerste weblogs in Nederland.
Het weblog Alt0169.com wordt onder pioniers van het Nederlandse webloggen beschouwd als de eerste Nederlandse website die zich heeft ontwikkeld tot een volwaardige weblog.

## Geschiedenis
Het blog was, zowel in taalgebruik als in vorm, een evolutie vanuit website Het Dagelijkse Nieuws (1997 - 1999) van de Rotterdamse kunstenaar Jeroen Bosch. Op 16 augustus 1999 begon Bosch op de web-adres Alt0169.com samen te werken met de weblog-pioniers Frank Scheele, Ralph Oei, Robert van Eijden. Aan dit team werd Joep Vermaat (van het weblog-achtige Pjoe.net) als programmeur toegevoegd.
De bloggers van Alt0169.com bouwden zelfstandig een weblogsysteem waaraan een mogelijkheid tot het plaatsen van reacties werd toegevoegd. Het blog groeide uit tot het in haar tijd populairste weblog van Nederland. De onbetaalde redacteurs postten dagelijks korte nieuws-items over diverse onderwerpen op het internet.

## Kenmerken
Het blog werd gekenmerkt door een hoge update-frequentie, en door een kritische toon. Het commentaar op geplaatste hyperlinks naar nieuws-feiten was vaak van een satirisch karakter. Bezoekers konden dagelijks terecht voor 'tiental absurde en tegendraadse vondsten', aldus het afscheidsartikel dat op 15 augustus 2001 in het NRC Handelsblad verscheen.

## Sociolect
Op Alt0169.com ontstond een eigen taalgebruik. Engelstalige internet-termen werden letterlijk naar het Nederlands vertaald. Zo stond de term 'omkatten' voor het veranderen van de vormgeving van een website, en de term 'stromende media' werd een synoniem voor het begrip 'streaming media'. Andere veelvuldig gebruikte woorden waren 'kneiter' (goed voorbeeld), 'blaartrekkend' (tenenkrommend), 'kek' (picobello), 'zut' (troep), 'koeleurenleer' (kleurenleer) en 'het Utrechtse stadje U' (de stad Utrecht). Eveneens kenmerkend was het gebruik van een alternatieve spellingswijze; die later de bron werd voor spelling op weblogs zoals Retecool en GeenStijl.
De naam Alt0169.com verwees naar een toetsencombinatie op Windows-computers. Wanneer de Alt-toets op het toetsenbord wordt ingedrukt en men de cijfers 0169 intypt, dan wordt het copyrightteken (©) opgeroepen.

## Trivia
- Oprichter Jeroen Bosch startte na het beëindigen van Alt0169.com met de website Trendbeheer, een weblog dat wordt genoemd als 'het grootste weblog over kunst en cultuur in Nederland'.[6][7]